# جین ایستوود
جین ایستوود (انگلیسی: Jayne Eastwood؛ زادهٔ ۱۷ دسامبر ۱۹۴۶) یک هنرپیشه اهل کانادا است. وی از سال ۱۹۶۹ میلادی تاکنون مشغول فعالیت بوده‌است.
از فیلم‌ها یا برنامه‌های تلویزیونی که وی در آن نقش داشته است می‌توان به عروسی یونانی پرریخت‌وپاش و بزرگ من، طلوع مردگان، تو منو کشتی، بابا نوئل، کیک برفی، عشق در خطر و رستاخیز اشاره کرد.